# The Path of Totality
The Path of Totality è il decimo album in studio del gruppo musicale statunitense Korn, pubblicato il 2 dicembre 2011 in Europa ed il 6 dicembre 2011 negli Stati Uniti d'America dalla Roadrunner Records.

## Descrizione
L'album è stato prodotto da diversi artisti dubstep, drum and bass ed electro house, con l'intenzione di fondere il classico sound della band con elementi elettronici. Nella prima settimana di vendite il disco ha venduto 55 000 copie.

## Tracce
Testi di Jonathan Davis.
1. Chaos Lives in Everything (feat. Skrillex) – 3:47 (musica: Korn, Sonny Moore)
2. Kill Mercy Within (feat. Noisia) – 3:35 (musica: Korn, Nick Roos, Martijn van Sonderen, Thijs de Vlieger)
3. My Wall (feat. Excision) – 2:55 (musica: Korn, Jeff Abel)
4. Narcissistic Cannibal (feat. Skrillex and Kill the Noise) – 3:10 (musica: Korn, Sonny Moore, Jake Stanczak)
5. Illuminati (feat. Excision and Downlink) – 3:16 (musica: Korn, Jeff Abel, Sean Casavant)
6. Burn the Obedient (feat. Noisia) – 2:38 (musica: Korn, Nick Roos, Martijn van Sonderen, Thijs de Vlieger)
7. Sanctuary (feat. Downlink) – 3:24 (musica: Korn, Sean Casavant)
8. Let's Go (feat. Noisia) – 2:40 (musica: Korn, Nick Roos, Martijn van Sonderen, Thijs de Vlieger)
9. Get Up! (feat. Skrillex) – 3:42 (musica: James "Munky" Shaffer, Sonny Moore)
10. Way Too Far (feat. 12th Planet and Flinch[5]) – 3:49 (musica: Korn, John Dadzie, Adam Glassco)
11. Bleeding Out (feat. Feed Me) – 4:49 (musica: Korn, Jon Gooch)

### Edizione speciale
CD
1. Fuels the Comedy (feat. Kill the Noise) – 2:49 (musica: Korn, Jake Stanczak)
2. Tension (feat. Excision, Datsik and Downlink) – 3:55 (musica: Korn, Jeff Abel, Troy Beetles, Sean Casavant)
3. Narcissistic Cannibal (feat. Skrillex and Kill the Noise) (The Juggernaut Remix) – 3:34 (musica: Korn, Sonny Moore, Jake Stanczak) – presente solo nell'edizione giapponese

DVD (The Encounter)
Testi e musiche di Korn.
1. Intro/Uber-Time
2. Oildale
3. Pop a Pill
4. The Inspiration
5. Need To
6. Coming Undone
7. Bakersfield
8. Let the Guilt Go
9. Here to Stay
10. Falling Away from Me
11. Crazy Heavy Sh*t
12. Jam #1
13. Throw Me Away
14. Jam #2
15. Move On
16. Crop Circles
17. The Past
18. Jam #3
19. Freak on a Leash
20. Jam #4
21. Are You Ready to Live?
22. Line-Up Changes
23. Jam #5
24. Shoots and Ladders
25. I'm Happy Right Now
26. Clown
27. Got the Life

## Formazione
Gruppo
- Jonathan Davis – voce
- James "Munky" Shaffer – chitarra
- Fieldy Arvizu – basso
- Ray Luzier – batteria

Produzione
- Jonathan Davis – produzione (traccia 7),[6] produzione esecutiva CD
- Skrillex – produzione (tracce 1, 4 e 9)
- Noisia – produzione (tracce 2, 6 e 8)
- Jim Monti – produzione (tracce 2–3, 5–13), ingegneria, missaggio
- Excision – produzione (tracce 3, 5 e 13)
- Kill the Noise – produzione (tracce 4 e 12)
- Downlink– produzione (tracce 5, 7, 10 e 13), missaggio (tracce 1–8, 11 e 13)
- 12th Planet – produzione (traccia 10)
- Flinch – produzione (traccia 10)
- Feed Me – produzione (traccia 11)
- Datsik – produzione e missaggio (traccia 13)
- Ted Jensen – mastering
- Alison Foster – produzione DVD
- Devin Dehaven – produzione DVD
- Jason Green – produzione DVD
- Jeffrey Kwatinetz – produzione esecutiva DVD
- John Benson – produzione esecutiva DVD
- Peter Katsis – produzione esecutiva DVD
- Chris Kantrowitz – produzione esecutiva DVD
- Evan Haiman – produzione esecutiva DVD

## Classifiche
| Classifica (2011)              | Posizione massima |
| ------------------------------ | ----------------- |
| Australia                      | 32                |
| Austria                        | 24                |
| Belgio (Fiandre)               | 97                |
| Belgio (Vallonia)              | 76                |
| Finlandia                      | 36                |
| Francia                        | 92                |
| Germania                       | 28                |
| Italia                         | 56                |
| Messico                        | 96                |
| Nuova Zelanda                  | 28                |
| Paesi Bassi                    | 81                |
| Polonia                        | 46                |
| Regno Unito                    | 68                |
| Stati Uniti                    | 10                |
| Stati Uniti (alternative)      | 3                 |
| Stati Uniti (dance/electronic) | 1                 |
| Stati Uniti (hard rock)        | 2                 |
| Stati Uniti (rock)             | 2                 |
| Stati Uniti (tastemaker)       | 7                 |
| Svezia                         | 53                |
| Svizzera                       | 32                |